# Verneuil-sur-Igneraie

Verneuil-sur-Igneraie este o comună în departamentul Indre, Franța. În 1 ianuarie 2022 avea o populație de 343 de locuitori.